# Dijzenuw
De dijzenuw (nervus femoralis) is een zenuw in de dij die de huid van de bovenste dij en het binnenbeen en de spieren die de knie strekken, bedient. Het is de grootste zenuw van het lumbale zenuwnetwerk, dat aftakt van de zenuwen in de lendenwervels. De dijzenuw ontspringt van het dorsale deel van de ventrale zenuwtakken van de tweede, derde en vierde lendenzenuwen (L2–L4).
De zenuw loopt naar beneden door de vezels van de grote lendenspier en verlaat deze om vervolgens tussen de grote lendenspier en de darmbeenspier door te lopen. Vervolgens bereikt de zenuw de dij, waar deze zich opdeelt in een voorste en een achterste gedeelte.

## Functie
De spieren die worden geïnnerveerd door de dijzenuw strekken de knie. De zenuw is ook verantwoordelijk voor het gevoel in de voor- en binnenkant van de dijen, de scheen en de voetholte.